# Брэдли, Том
Томас Дж. «Том» Брэдли (29 декабря 1917 — 29 сентября 1998) — 38-й мэр Лос-Анджелеса, единственный афроамериканский мэр этого города. Его избрали в 1973 году, а состоял он на этой должности до 1993 года (20 лет), дольше любого другого мэра в истории Лос-Анджелеса. Брэдли покинул пост в 1993 году после того, как его рейтинги начали падать вследствие Лос-Анджелесского бунта 1992 года. Брэдли неудачно баллотировался на пост губернатора Калифорнии в 1982 и 1986 годах и оба раза был побеждён республиканцем Джорджем Докмеджяном. Межрасовые отношения, которые лежали в основе этих проигрышей, дали начало политическому термину «эффект Брэдли». В 1985 году он был награждён медалью Спингарна американской организацией NAACP.

## Молодость и образование
Томас Брэдли родился 29 декабря 1917 года и первое время жил в небольшом бревенчатом домике неподалёку от Калверта (Техас). Кроме него в семье было четыре ребёнка — Лоуренс, Вилла Мэй, Эллис и Говард. Вскоре они переехали в Аризону, чтобы собирать хлопок. В 1937 году Брэдли на спортивную стипендию поступил в Калифорнийский университет в Лос-Анджелесе и присоединился к чёрному братству Каппа Альфа Пси (буквы греческого алфавита). Во время учёбы он работал фотографом комика Джимми Дуранте. В 1940 году он оставил обучение, чтобы присоединиться к Департаменту полиции Лос-Анджелеса.